# اوجور
اوجور روستایی است که در استان اردبیل، شهرستان سرعین، بخش مرکزی، دهستان آب‌گرم قرار دارد.
این روستای خوش آب و هوا که مردمانی بسیار مهربان و مهمان نواز نیز دارد به خاطر قرار گرفتن در کوهپایه و نزدیکی به کوه بلند قامت سبلان نظر هر بیننده ای را به خودش جلب می‌کند؛ و دربند روستا که این دربند با روستای ورگه سران روستای همجوار از جهت شمال غربی در مرز مابین این روستاها قرار گرفته‌است نیز گردشگران زیادی را به این منطقه سوق می‌دهد.
این روستا ۴ فصله می‌باشد (بهار_تابستان_پاییز و زمستان) که تک تک هر فصل این روستا مجذوبیت‌های خودش را دارد.
طبق یافته‌های تاریخی، قدمت پیدایش روستای اوجور به دوره قاجاریه بر می‌گردد؛ و در همان دوره نیز روستای اوجوربه عنوان زندان سیاسی حکومت قاجار استفاده می‌شده‌است.
روستای اوجور از لحاظ وسعت و جمعیت دهمین روستای  بخش مرکزی می‌باشد.
وجود آب کافی برای کشاورزی در روستا باعث تثبیت جمعیت در این روستا شده است.

## کانال های ارتباطی
```
تلگرام - ojour_kandimiz
```

سایت روستای اوجور
http://ojourkandimiz.ir

__-__Ra_krmae979 __-__

## جمعیت
بر اساس سرشماری سال ۱۳۸۵ جمعیت این روستا ۴۵۶ نفر با ۸۸ خانوار بوده‌است.
> بر اساس آمار دهیاری در سال 1399 جمعیت این روستا 390نفر با 140خانوار می باشد.